# Diuris
Genre
Diuris est un genre de plantes de la famille des Orchidaceae.
Plus de cinquante espèces ont été décrites jusqu'à présent et le genre est actuellement en révision, avec de nombreuses espèces nouvellement décrites.

## Étymologie et onomastique
Le nom est dérivé du mot grec Dis (double) et Oura (queue), se référant aux deux sépales latéraux tombants, donnant un aspect de queue. Le nom commun anglophone Donkey Orchis se rapporte logiquement aux deux pétales latéraux orientés vers le haut de la fleur comme les deux oreilles d'un âne. Ces deux caractéristiques donnent au genre Diuris un aspect facilement reconnaissable.

## Localisation
Diuris se compose d'espèces pérennes indigènes en Australie y compris en Tasmanie, à l'exception d'une seule espèce endémique au Timor.
De nombreuses espèces sont communes en Australie. Elles poussent en grands groupes, en raison de la croissance végétative de leurs tubercules. Le genre est l'un des plus connus d'orchidées australiennes terrestres avec notamment Diuris punctata.

## Caractéristiques

### Plante
Les feuilles de la base sont graminiforme de taille moyenne à grande. Elles peuvent être alternées ou verticillées. Les bords sont entiers. La tige centrale peut atteindre jusqu'à 1 m de haut.
Pendant l'été, ces orchidées se ratatinent et se fanent au-dessus du sol. Leurs tubercules souterrains entrent alors en dormance.

### Fleurs
Les fleurs hermaphrodites sont solitaires ou en grappes de plusieurs fleurs lâches. Elles peuvent être très diverses, de un à six centimètres de diamètre et être parfumées ou non. Elles ont généralement une forme très irrégulière. Les fleurs peuvent être marbrées ou unies. Leur couleur varie du jaune citron au jaune et brun, jaune et violet, jaune et orange, rose et blanc ou pourpre. Les deux sépales latéraux sont ronds ou allongés. Le sépale supérieur forme une capuche sur le gynostème. Le labelle est trilobé. Les deux lobes latéraux sont en forme d'ailes.
La période de floraison se situe entre juillet et novembre.
La pollinisation se fait par de petites abeilles attirées par les fleurs qui imitent les fleurs de légumineuses, mais des mouches et des coléoptères les pollinisent aussi. Le fruit est une capsule non charnue, déhiscente, contenant entre 30 et 500 graines minuscules. Ces graines sont matures en quelques semaines.

### Culture et sensibilité virale
Les Diuris peuvent être cultivés dans un mélange bien drainé et sont relativement faciles à cultiver l'aide de techniques in vitro.
Ils sont sensibles au Diuris Y virus, un virus à ARN simple brin de la famille des Potyviridae.

## Liste des espèces
- Diuris abbreviata F.Muell. ex Benth 1873
- Diuris aequalis F.Muell. ex Fitzg., 1876
- Diuris alba R.Br.1810
- Diuris amplissima D.L.Jones 1991
- Diuris arenaria D.L.Jones, 1999
- Diuris aurea Sm. 1804
- Diuris behrii Schltdl. 1847
- Diuris bracteata Fitzg. 1891
- Diuris brevifolia R.S.Rogers 1922
- Diuris brevissima Fitzg. ex Nicholls 1942
- Diuris brumalis D.L.Jones 1991
- Diuris byronensis D.L.Jones 2003
- Diuris callitrophila D.L.Jones 2003
- Diuris chrysantha D.L.Jones & M.A.Clem. 1987
- Diuris chryseopsis D.L.Jones 1998
- Diuris concinna D.L.Jones 1991
- Diuris conspicillata D.L.Jones 1991
- Diuris corymbosa Lindl. 1840
- Diuris cuneata Fitzg. 1891
- Diuris curvifolia Lindl. 1840
- Diuris disposita D.L.Jones 1991
- Diuris drummondii Lindl. 1840
- Diuris emarginata R.Br. 1810
  - Diuris emarginata var. emarginata
  - Diuris emarginata var. pauciflora (R.Br.) A.S.George 1971
- Diuris exitela D.L.Jones 1991
- Diuris filifolia Lindl. 1840
- Diuris flavescens D.L.Jones 1991
- Diuris fragrantissima D.L.Jones & M.A.Clem. 1989
- Diuris fryana Ridl. in H.O.Forbes 1885
- Diuris heberlei D.L.Jones  1991
- Diuris laevis Fitzg. 1882
- Diuris lanceolata Lindl. 1840
- Diuris laxiflora Lindl. 1840
- Diuris longifolia R.Br. 1810
- Diuris luteola D.L.Jones & B.Gray 1991
- Diuris maculata Sm. 1805
- Diuris magnifica D.L.Jones 1991
- Diuris micrantha D.L.Jones  1991
- Diuris nigromontana D.L.Jones
- Diuris ochroma D.L.Jones 1994
- Diuris oporina D.L.Jones 1991
- Diuris orientis D.L.Jones 1998
- Diuris palustris Lindl. 1840
- Diuris pardina Lindl. 1840
- Diuris parvipetala (Dockrill) D.L.Jones & M.A.Clem. 1987
- Diuris pauciflora R.Br. 1810  synonyme de Diuris emarginata var. pauciflora (R.Br.) A.S.George 1971
- Diuris pedunculata R.Br., 1810
- Diuris picta J.Drumm. 1853
- Diuris platichila Fitzg. 1891
- Diuris porrifolia Lindl. 1840 synonyme de Diuris corymbosa Lindl. 1840
- Diuris praecox D.L.Jones 1991
- Diuris pulchella D.L.Jones  1991
- Diuris punctata Sm. 1804 : Purple Diuris
  - Diuris punctata var. punctata
  - Diuris punctata var. sulphurea Rupp 1944
- Diuris purdiei Diels  1903
- Diuris recurva D.L.Jones  1991
- Diuris secundiflora Fitzg. 1877
- Diuris semilunulata Messmer in H.M.R.Rupp 1944
- Diuris setacea R.Br. 1910
- Diuris striata Rupp 1944
- Diuris sulphurea R.Br. 1810
- Diuris tricolor Fitzg. 1885
- Diuris venosa Rupp 1926

## Galerie

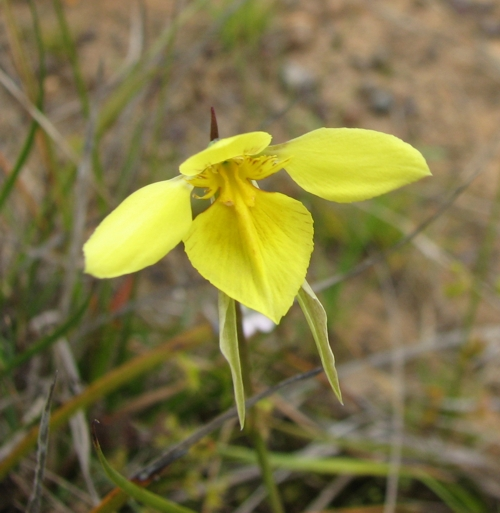
Diuris behrii
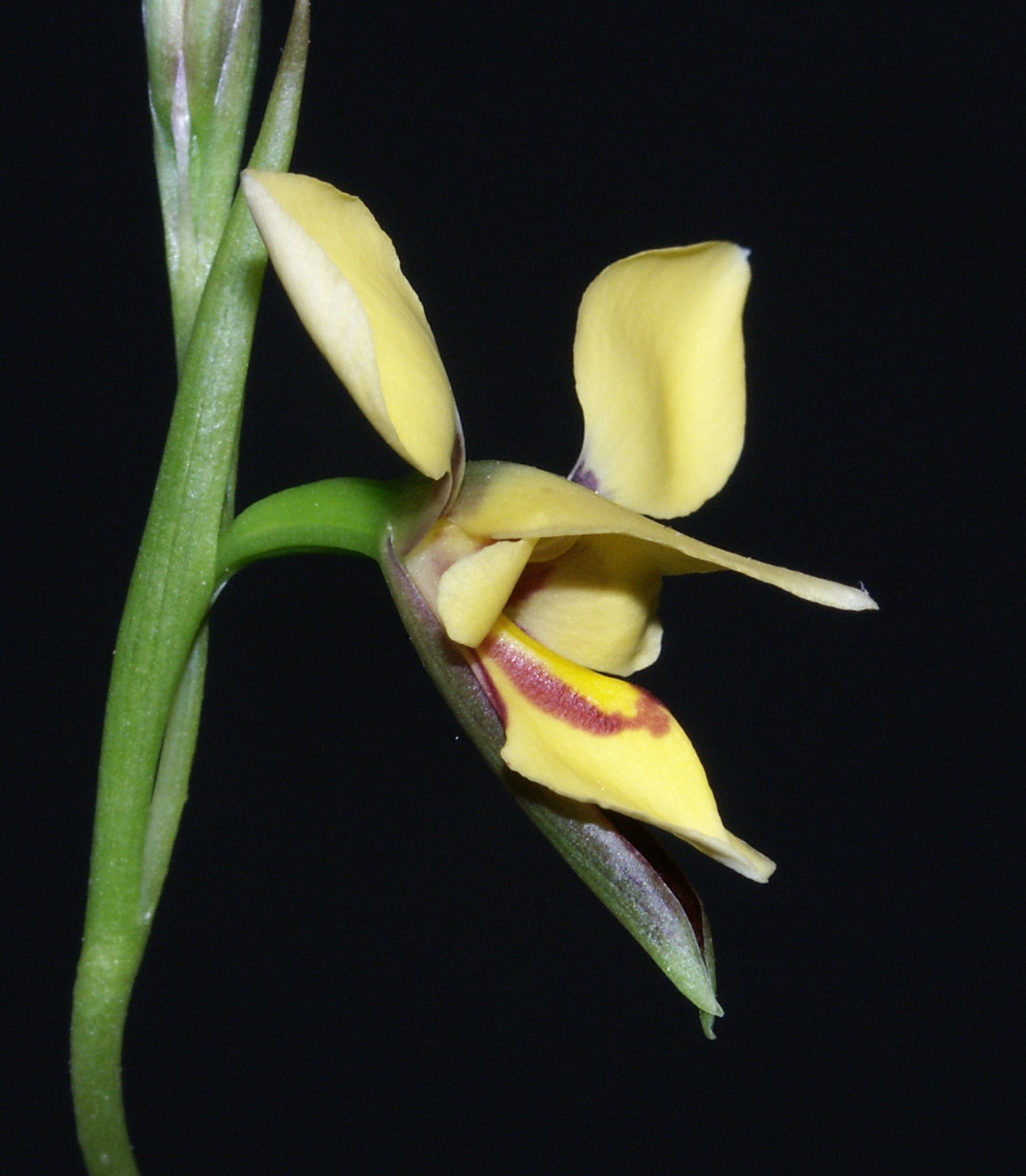
Diuris drummondii
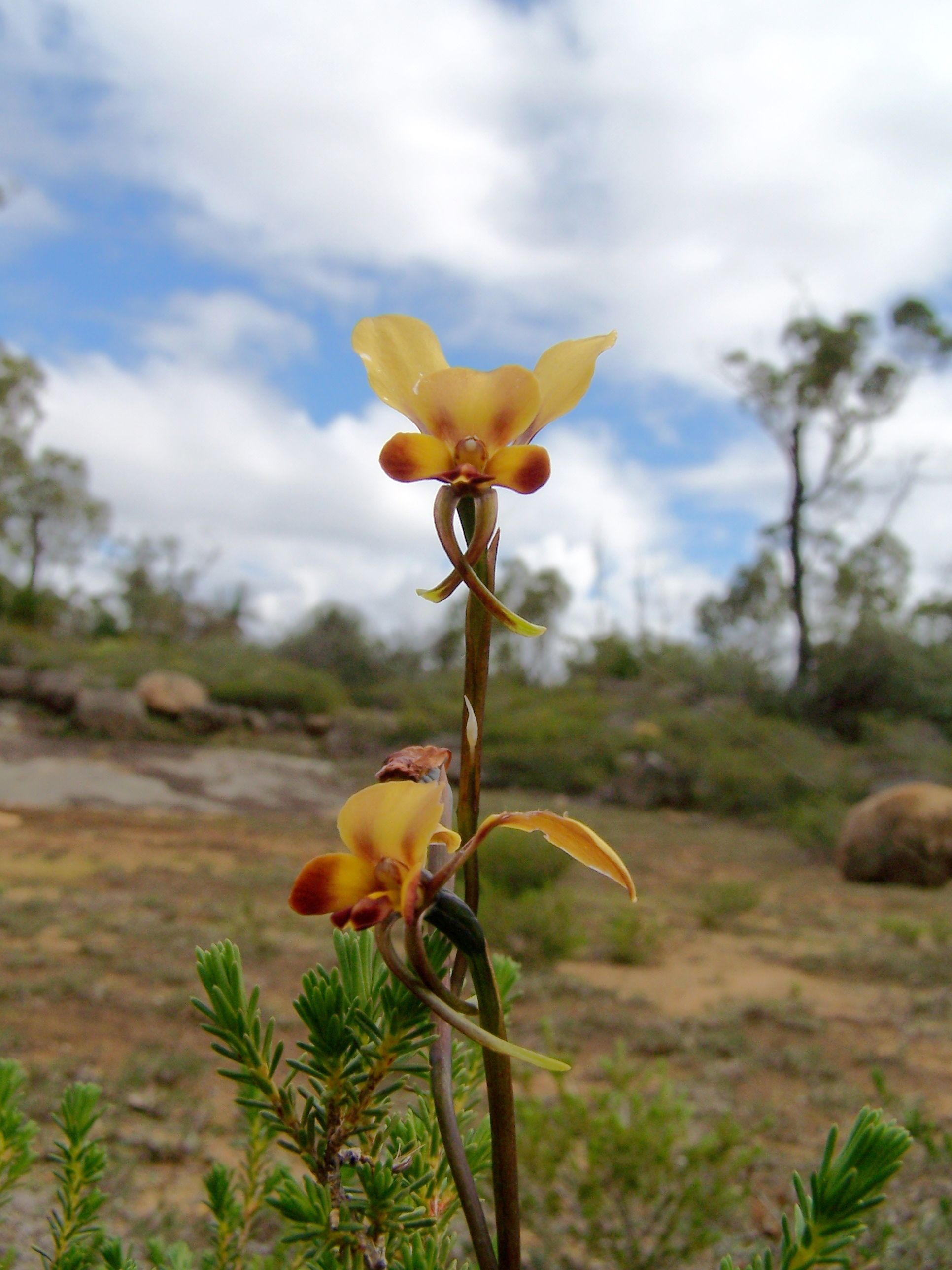
Diuris longifolia
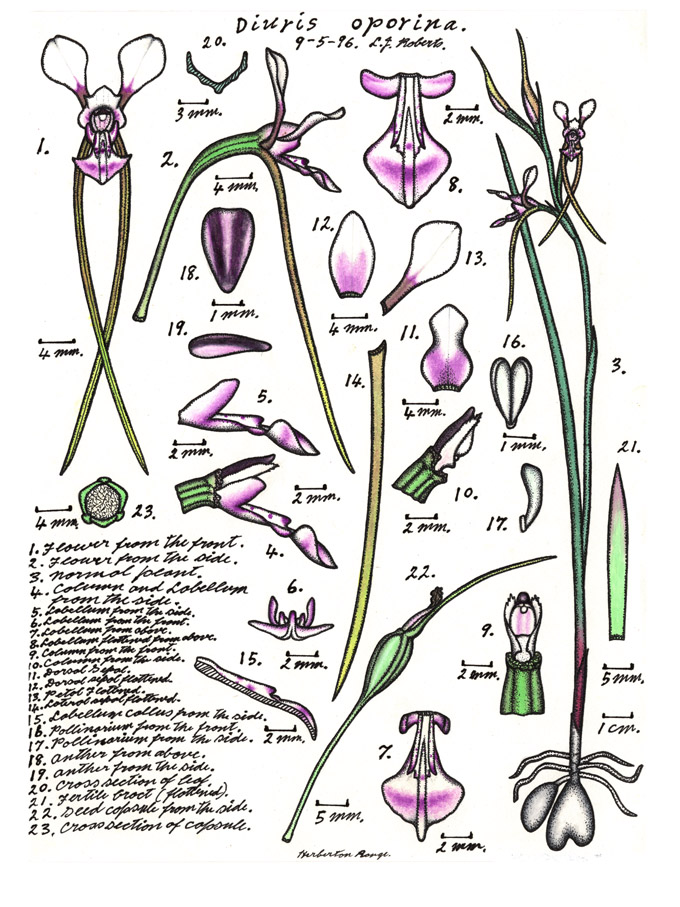
Diuris oporina
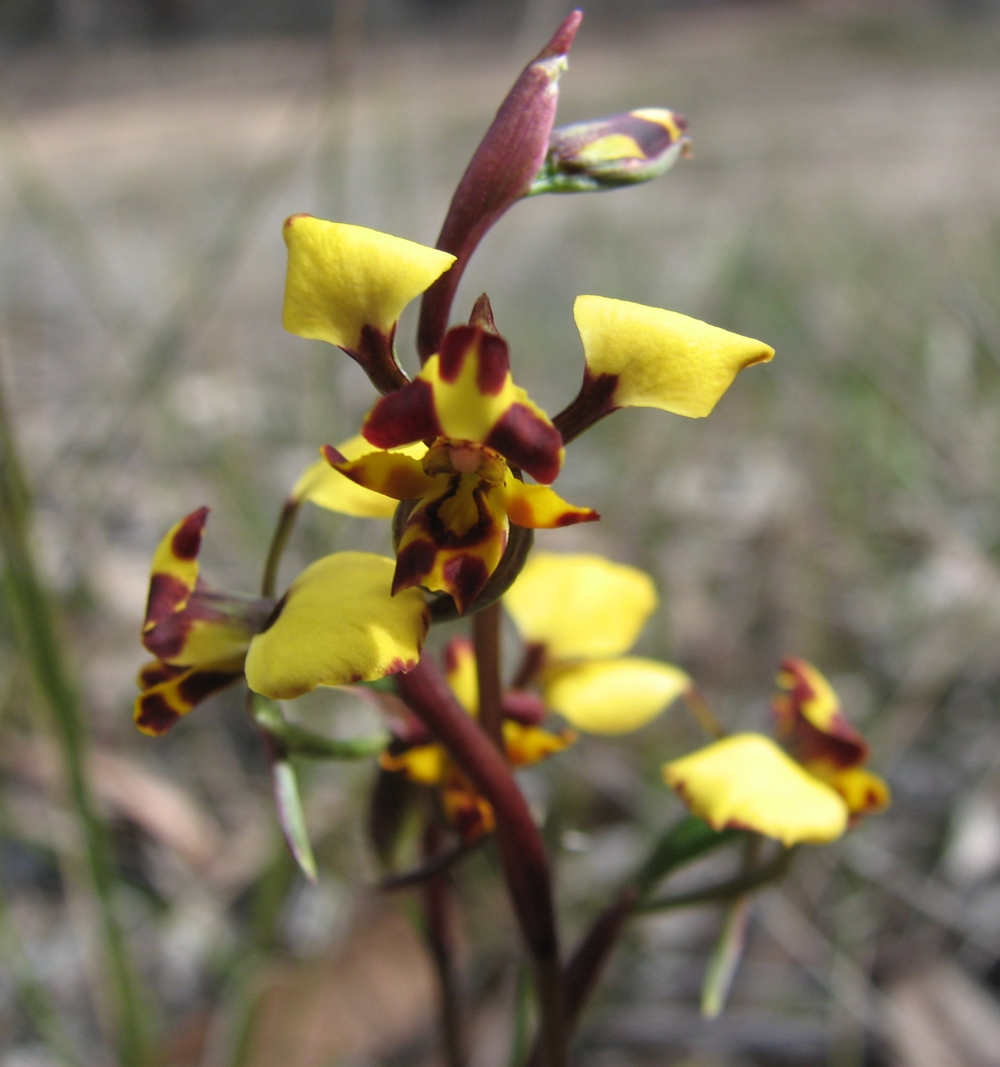
Diuris pardina